# Condensació (psicoanàlisi)
La condensació fa referència, segons Sigmund Freud i dins del context psicoanalític, a «una de les maneres essencials de funcionament dels processos inconscients: una representació única representa per si sola diferents cadenes associatives, en la intersecció de les quals es troba. Està catectitzada d'energies que, unides a aquestes cadenes, s'hi sumen a sobre.
S'aprecia la intervenció de la condensació en el símptoma i, a grans trets, en les distintes formacions de l'inconscient. On més s'ha fet palesa és en els somnis.
Es tradueix pel fet que el relat manifest resulta lacònic en comparança amb el contingut latent: n'és una traducció abreujada. La condensació, però, no s'ha de considerar sinònim d'un resum: així com cada element manifest ve determinat per distintes significacions latents, també ocorre a l'inrevés, això és, que cadascuna d'aquestes pot trobar-se'n en diversos elements. D'altra banda, l'element manifest no representa en una mateixa relació cadascuna de les significacions de què deriva, de manera que no les engloba com ho faria un concepte».
Freud al·ludeix al mecanisme de la condensació com a fonament del "treball del somni" en La interpretació dels somnis.
Se'n pot produir de maneres diferents:
1. Conservació d'un element present diverses vegades.
2. Reunió de distints elements en una unitat inharmònica.
3. Condensació predominant de diferents elements en un sol tret comú.

També l'analitza en La psicopatologia de la vida quotidiana i en L'acudit i la seua relació amb l'inconscient.
Cal explicar la condensació com un efecte de la censura i una manera d'eludir-la, i també com una característica de l'inconscient: procés primari.
El procés de condensació, com el de desplaçament, es fonamenta en la hipòtesi econòmica: libido.